# Dactylopteridae
Dactylopteridae é uma família de peixes marinhos caracterizados pela presença de barbatanas peitorais extremamente alargadas. A família constitui isoladamente a subordem Dactylopteroidei.

## Espécies
A família contém dois géneros e sete espécies:
- Género Dactyloptena
  - Dactyloptena gilberti, Snyder, 1909
  - Dactyloptena macracantha (Bleeker, 1854)
  - Dactyloptena orientalis (Cuvier, 1829)
  - Dactyloptena papilio Ogilby, 1910
  - Dactyloptena peterseni (Nyström, 1887)
  - Dactyloptena tiltoni, Eschmeyer, 1997
- Género Dactylopterus
  - Dactylopterus volitans (Linnaeus, 1758)

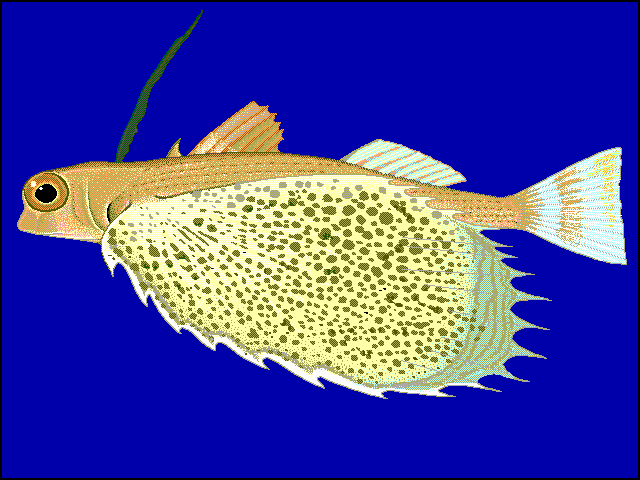
Dactyloptena orientalis
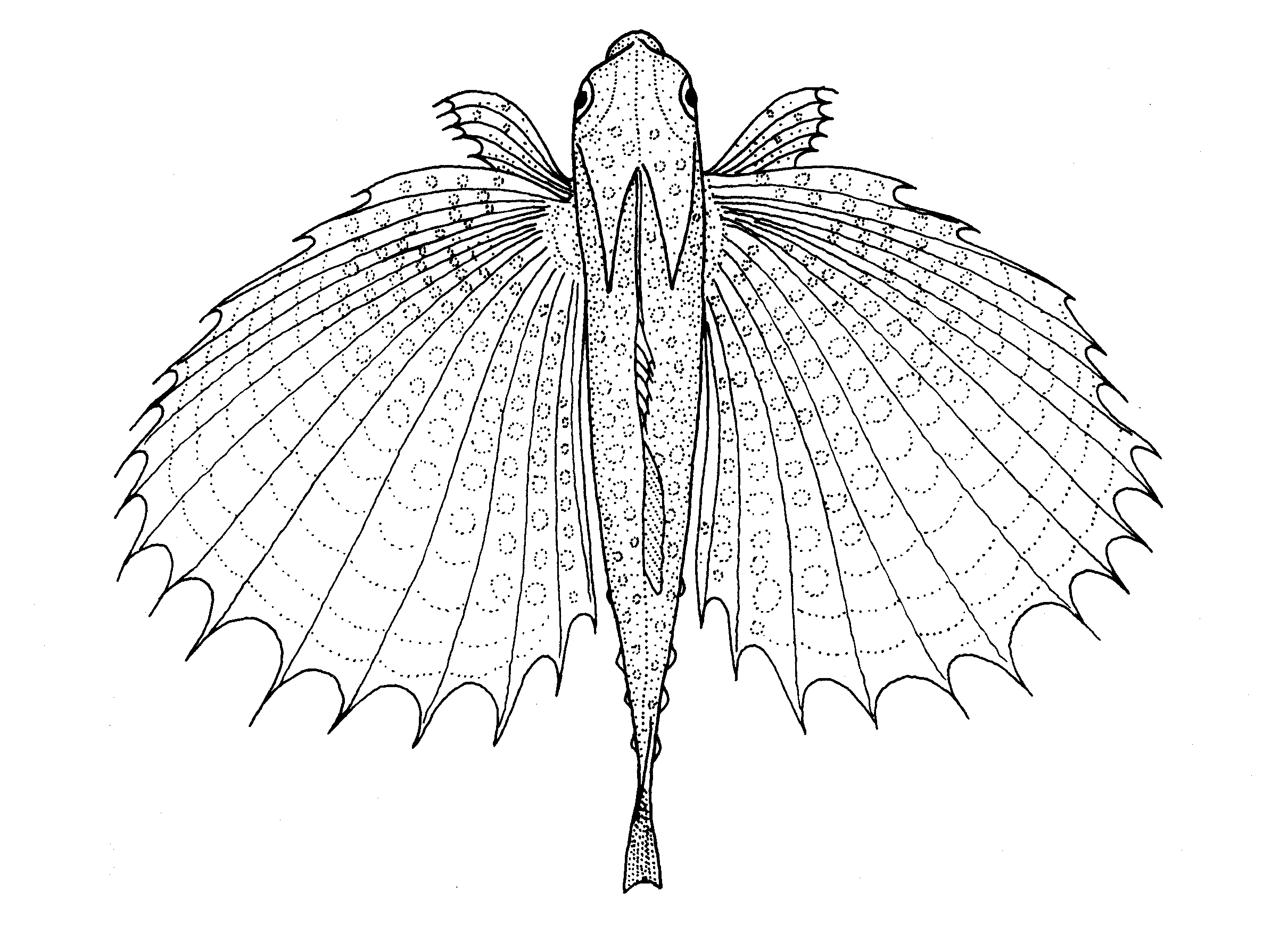
Dactyloptena orientalis
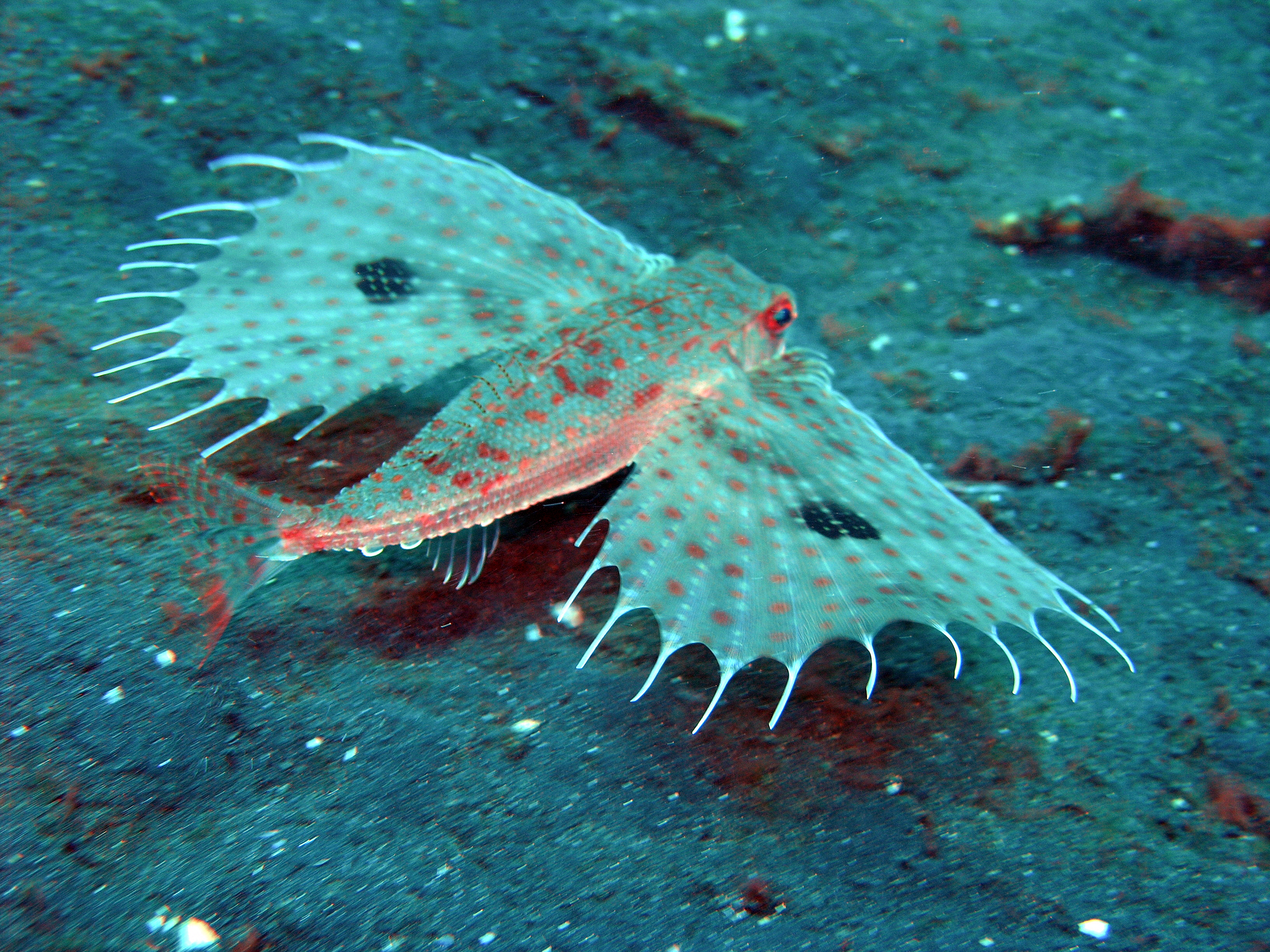
Dactyloptena orientalis
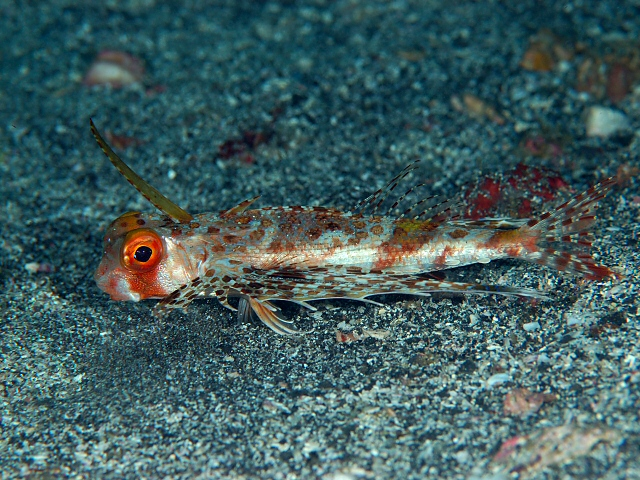
Dactyloptena orientalis
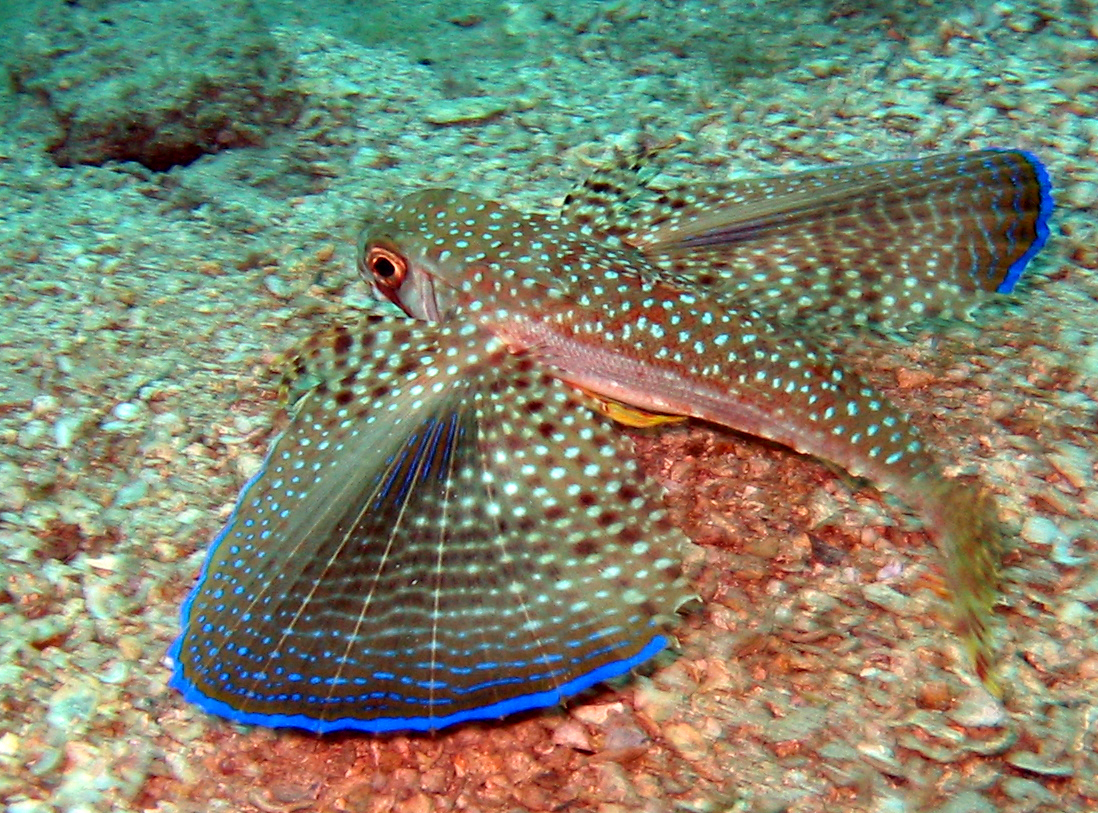
Dactylopterus volitans